# Claudio Marasa
Claudio Marasa (* 1. Oktober 1978 in Köln) ist ein italienischer Fußballspieler.
Der Mittelfeldspieler spielte beim 1. FC Köln in der Saison 1998/99 sechsundvierzig Minuten lang in der 2. Bundesliga. Im Spiel gegen die SpVgg Unterhaching, welches die Kölner mit 0:2 verloren, wurde er zur Halbzeit vom damaligen Trainer Bernd Schuster für Ralf Hauptmann eingewechselt. Ein Jahr später verließ er den FC und wechselte zu Dynamo Dresden in den Amateur-Bereich. 